# 清武町
清武町（日语：／ Kiyotake chō */?）是位於日本宮崎縣東南部的城鎮，屬宮崎郡。由於緊鄰宮崎市，成為宮崎市的通勤都市，因此也是宮崎縣內少數人口持續成長的地區。已於2010年3月23日併入宮崎市。

## 歷史
在江戶時代分屬飫肥藩和延岡藩的領地。
在2007年5月主張與宮崎市合併的鐙和俊擔任町長後，重新開始規劃合併事宜，並於2010年3月23日併入宮崎市。

### 沿革
- 1889年5月1日：實施町村制，現在的轄區在當時分屬北清武村和南清武村。[2]
- 1891年7月4日：北清武村和南清武村合併為清武村。
- 1950年5月3日：改制為清武町。
- 1954年10月30日：清武町的鏡洲地區被併入宮崎市。
- 1977年11月29日：清武町的熊野地區的一部分被併入宮崎市。
- 2010年3月23日：併入宮崎市。

| 1889年以前 | 1889年5月1日 | 1889年 - 1912年     | 1889年 - 1912年     | 1912年 - 1944年     | 1912年 - 1944年     | 1945年 -1954年            | 1955年 - 1988年           | 1955年 - 1988年           | 1989年 - 現在             | 現在                     |                          |
| ---------- | ------------ | ------------------- | ------------------- | ------------------- | ------------------- | ------------------------- | ------------------------- | ------------------------- | ------------------------- | ------------------------ | ------------------------ |
|            | 北清武村     | 1891年7月4日 清武村 | 1891年7月4日 清武村 | 1891年7月4日 清武村 | 1891年7月4日 清武村 | 1950年5月3日 改制為清武町 | 1950年5月3日 改制為清武町 | 1950年5月3日 改制為清武町 | 1950年5月3日 改制為清武町 | 2010年3月23日 併入宮崎市 | 2010年3月23日 併入宮崎市 |
|            | 南清武村     | 1891年7月4日 清武村 | 1891年7月4日 清武村 | 1891年7月4日 清武村 | 1891年7月4日 清武村 | 1950年5月3日 改制為清武町 | 1950年5月3日 改制為清武町 | 1950年5月3日 改制為清武町 | 1950年5月3日 改制為清武町 | 2010年3月23日 併入宮崎市 | 2010年3月23日 併入宮崎市 |

## 交通

### 鐵路
- 九州旅客鐵道
  - 日豐本線：加納車站 - 清武車站 - 日向沓掛車站

### 道路
高速道路
- 宮崎自動車道：清武休息區 - 清武系統交流道
- 東九州自動車道：清武交流道 - 清武系統交流道

## 教育

### 大學
國立
- 宮崎大學醫學部

私立
- 宮崎國際大學
- 宮崎學園短期大學

## 姊妹、友好都市

### 海外
- 窩基根（美國伊利诺州）：於1990年5月3日締結姊妹都市[3]

## 本地出身之名人
- 安井滄州：江戶時代儒學學者
- 安井息軒：江戶時代的儒學學者、安井滄州之子
- 平部嶠南：江戶時代和明治時代的政治家、『日向地誌』作者

## 外部連結
- （日語） 清武町觀光協會
- （日語） 清武町商工會 （页面存档备份，存于）
- （日語） 宮崎、清武合併協議會